# 五取二码

五取二码（非交叉）

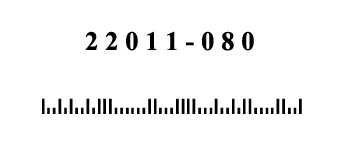
POSTNET条码

五取二码（英語：two-out-of-five code），又称标准25码，是一种恒重码，恰好提供了两比特的十种可能组合，常使用五比特来表示数字。每一个比特都分配了一个权重，所有比特相加就得到了预期的值，而0除外。

## 编码标准
根据美国联邦标准1037C：
- 每一位数字都应该都应该由五比特的二进制数表示，其中两比特为一种，被称为“一”（ones），另外三比特为另一种，被称为“零”（zeros），
- 通常分配给每一位比特的权重是0-1-2-3-6。而在这种规则下，0被编码为01100；严格来说，之前规定的0-1-2-3-6只是一种助忆法。[2]

在这样的权重下，对于绝大多数数字都只有唯一的编码方式，但是3却有两种：10010的0+3和01100的1+2。于是前者用于编码数字3，而后者则用于代表无法表示的0。

## 应用
IBM 7070、IBM 7072和IBM 7074电脑都使用这种编码。这类机器的每个字共由10个数字和1个符号标识构成，数字的表示使用二取五码，并使用与电信标准相同的0-1-2-3-6权重。其中的符号标识使用三取二码编码，用来表示英數字元（A）、负数（-）或正数（+）；当被复制到某个数字上时，这三比特会被放置在第0、3、4位上（从而相对应产生了数字值3、6和9）。
五取二码的一个变体是美国邮政总局的POSTNET条形码，用于表示美国邮政编码，方便自动邮件排序和路径规划设备。该条码使用两条长条作为“一”，三条短条作为“零”。而每个比特的权重则是7-4-2-1-0。同样0是特别编码的，使用原本会产生11的7+4组合（即11000）。这种方法同样也在北美电话多频信令和交叉开关系统中使用。
邮政总局的邮政文数编码方法（PLANET）也使用了同样的权重，但所用条的高度则是相反的。
Code39条码使用了1-2-4-7-0的权重（即最低有效位最先，奇偶校验位最后），并用条的宽度表示，但该条码还在条的间距中编码了两位额外的信息。对于数字编码，使用|| ||||间距（即0100）。
下表展示了使用不同五取二码系统编码数字0-9的方式：
| 数字 | 电信 01236     | POSTNET 74210     | PLANET            | Code39 条宽 12470 |
| ---- | -------------- | ----------------- | ----------------- | ----------------- |
| 1    | 11000          | 00011             | ┃┃┃╻╻             | ▮ \| ▮            |
| 2    | 10100          | 00101             | ┃┃╻┃╻             | \| ▮ \| ▮         |
| 3    | 10010          | 00110             | ┃┃╻╻┃             | ▮ ▮ \|            |
| 4    | 01010          | 01001             | ┃╻┃┃╻             | \| ▮ \| ▮         |
| 5    | 00110          | 01010             | ┃╻┃╻┃             | ▮ \| ▮ \|         |
| 6    | 10001          | 01100             | ┃╻╻┃┃             | \| ▮ ▮ \|         |
| 7    | 01001          | 10001             | ╻┃┃┃╻             | \| ▮ ▮            |
| 8    | 00101          | 10010             | ╻┃┃╻┃             | ▮ \| ▮ \|         |
| 9    | 00011          | 10100             | ╻┃╻┃┃             | \| ▮ \| ▮ \|      |
| 0    | 01100          | 11000             | ╻╻┃┃┃             | \| ▮ ▮ \|         |
|      |                |                   |                   |                   |
| A    | 1––10          | IBM 707x 符号标识 | IBM 707x 符号标识 | IBM 707x 符号标识 |
| −    | 1––01          | IBM 707x 符号标识 | IBM 707x 符号标识 | IBM 707x 符号标识 |
| +    | 0––11          | IBM 707x 符号标识 | IBM 707x 符号标识 | IBM 707x 符号标识 |
| 数字 | 01236 IBM 707x |                   |                   |                   |

## 校验
必须设置两个比特位的要求比奇偶校验更严格；与所有恒重码一样，五取二码不仅可以检测到任何单比特错误，还可以检测到任何单向错误——即所有单个比特错误都是单一类型的情况（全部是0→1或全部是1→0）。